# Stade Paul-Fédou
Le stade Paul-Fédou est un stade de football de 2400 places (dont 400 assises) inauguré en 1971, rénové en 2009, et situé à Luzenac dans le département de l'Ariège.
Il est utilisé par l'US Luzenac, devenu ensuite Luzenac Ariège Pyrénées, qui fut un club de Championnat de France de football National (D3) puis National 1 et l'objet d'un long conflit relatif à sa montée en D2.
Il nommé ainsi en l'honneur du président de l'usine de talc de Luzenac Paul Fédou, ce stade a la particularité d'être légèrement incliné.